# モンチェスティーノ
モンチェスティーノ（伊: Moncestino）は、イタリア共和国ピエモンテ州アレッサンドリア県にある、人口約200人の基礎自治体（コムーネ）。

## 地理

### 位置・広がり
| 隣接するコムーネは以下の通り。括弧内のVCはヴェルチェッリ県、TOはトリノ県 所属を示す。 - クレシェンティーノ (VC) - フォンタネット・ポー (VC) - ガビアーノ - ヴェッルーア・サヴォーイア (TO) - ヴィッラミローリオ |

### 地震分類
イタリアの地震リスク階級 (it) では、4 に分類される
。

## 行政

### 分離集落
モンチェスティーノには、以下の分離集落（フラツィオーネ）がある。
- Cignaretto, Coggia, Ganoia, Piagera, Seminenga